# Jaspion - Guia Visual Definitivo
Jaspion – Guia Visual Definitivo é o primeiro lançamento da Editora Mozu. Em parceria com a Sato Company (dona dos direitos de transmissão da série) e a Toei Company (produtora de Jaspion), o livro possui guia de episódios, curiosidades de bastidores e até entrevistas com atores como Hiroshi Watari (Boormerman) e Kiyomi Tsukada (Anri). A Toei também forneceu mais de 1000 fotos em alta resolução.
Algumas das 176 páginas são dedicadas a registrar o sucesso de Jaspion no Brasil, com informações sobre produtos lançados em terras brasileiras, e entrevistas com várias pessoas do meio, desde licenciantes e fabricantes de brinquedos até com dubladores.
Com inspiração visual em revistas sobre tokusatsu publicadas no Japão, a obra foi lançada via financiamento coletivo no site Catarse, tendo alcançado sua meta em 2023, quando os primeiros apoiadores começaram a receber seus exemplares. A venda para o público em geral começou em fevereiro de 2024.